# 專用經文
專用經文（天主教會稱彌撒專用經文，拉丁語：proprium）是基督宗教禮拜儀式依照日期而改變的部分，紀念教會年歷中的慶節、聖人或事件，因此與常用經文（拉丁語：ordinarium）有所不同。｢常用經文」相反指的是相當不變或不依照日期而選定的禮儀部分，亦可指通用整個聖人類型（譬如宗徒或殉道聖人）的禮儀部分。
專用經文在天主教會可包括時辰禮儀和彌撒中的聖歌和祈禱。

## 西方
天主教的彌撒專用經文嚴格來說只包含｢小專用經文」（英語：minor propers），即彌撒所有由聖詠團或教友發言或唱出的可變部分，包括：進堂詠、升階經、 亞肋路亞（亦稱連唱詠）、繼抒詠、奉獻經和領主詠。這與神父和其他助手－如誦讀者或執事－所發言或唱出的彌撒可變部分（即集禱經、奉獻經、領聖體後經和讀經） 有所不同。 在天主教會和英國國教的禮儀中，有一個不一定屬於專用經文的可動彌撒部分，拉丁語稱之為accentus。若果accentus某些部分依照日期而改變（如頌謝詞和宗徒書信），就屬於專用經文。

## 外部連結
- . . New York: Robert Appleton Company. 1913.

| 天主教會彌撒的额我略圣歌 | 天主教會彌撒的额我略圣歌                                                                             |
| ------------------------ | --- |
| 常用經文                 | 垂憐經 \| 光榮頌 \| 信經 \| 聖三頌（包涵迎主曲） \| 羔羊頌 \| 遣散禮                                 |
| 專用經文                 | 進堂詠 \| 集禱經 \| 書信 \| 福音前歡呼 \| 福音 \| 繼抒詠 \| 奉獻詠 \| 頌謝詞 \| 領主詠 \| 領聖體後經 |
| 特殊形式羅馬禮           | 升階經                                                                                               |